# Wilhelm Wagner (esesman)
Wilhelm Wagner (ur. 28 listopada 1908 w Augsburgu, zm. 29 maja 1946 w Landsbergu) – zbrodniarz hitlerowski, członek załogi obozu koncentracyjnego Dachau i SS-Hauptscharführer.
Pełnił służbę w Dachau od 18 września 1933 roku aż do końca II wojny światowej (z wyjątkiem krótkiego okresu od 4 sierpnia 1938 do 30 listopada 1939 roku, gdy przebywał w Mauthausen-Gusen). W tym okresie Wagner sprawował wiele różnych funkcji w Dachau i jego podobozach (m.in. Landsberg i Allach). Był strażnikiem, blokowym i kierownikiem komand więźniarskich. W latach 1940–1942 Wagner kierował pralnią dla więźniów w obozie macierzystym. Zdarzało mu się brać udział w egzekucjach przez powieszenie.
Skazany w procesie załogi Dachau na karę śmierci przez powieszenie i stracony w więzieniu Landsberg pod koniec maja 1946 roku.